# Blinkmikroskop
Et blinkmikroskop, også kaldet en blinkkomparator, er et optisk instrument som tidligere blev brugt indenfor astronomien til at sammenligne to fotografier, taget af samme område på himlen på forskellige tidspunkter, ved at vise det samme område af skiftevis det ene og det andet billede.
Fiksstjernerne på de to billeder når ikke at flytte sig på de dage eller uger der typisk er forløbet imellem de to optagelser, men hvis en planet, småplanet, måne, komet eller andet er kommet med på billederne, vil den have flyttet sig så meget, at man i blinkmikroskopet kan se den "springe" frem og tilbage mellem de to positioner, mens fiksstjernerne bliver stående. Et af de mest prominente eksempler på et himmellegeme, der blev "afsløret" ved hjælp af blinkmikroskopet, er dværgplaneten Pluto.
Amatørastronomen Ben Mayer byggede sit eget "gør-det-selv-blinkmikroskop" ud af et par diasprojektorer og en roterende skive der skiftevis blokerede for billedet fra den ene og den anden projektor: Med dette instrument har amatørastronomer kunnet yde seriøse bidrag til astronomien.
I dag har CCD-teknologien, som kendes fra digitalkameraer, overtaget det traditionelle fotografis rolle, og blinkmikroskopets rolle er tilsvarende overtaget af computere, hvor man nemt kan sammenstille simple "animationer" af to eller flere digitale billeder taget med et CCD-baseret kamera.